# (33321) 1998 QL
1998 كيو أل (ويعرف أيضًا باسم (33321) 1998 كيو أل وفق تسمية الكوكب الصغير) (بالإنجليزية: 1998 QL)‏ هو كويكب ضمن حزام الكويكبات؛ وترتيبه 33321 من حيث الاكتشاف.
اكتُشف هذا الجُرم الفلكي بواسطة Frank B. Zoltowski ‏ في 17 أغسطس 1998.

## وصلات خارجية
- (33321) 1998 QL في قاعدة بيانات مختبر الدفع النفاث لأجرام النظام الشمسي الصغيرة

- الاكتشاف · مخطط المدار ·  العناصر المدارية · المعلمات المادية

- (33321) 1998 QL على موقع ويكي سكاي: DSS2, SDSS, GALEX, IRAS, Hydrogen α, X-Ray, Astrophoto, Sky Map, Articles and images